# 1984 у футболі
Нижче наведені футбольні події 1984 року у всьому світі.

## Події
- Відбувся сьомий чемпіонат Європи, перемогу на якому здобула збірна Франції.
- Відбувся чотирнадцятий кубок африканських націй, перемогу на якому здобула збірна Камеруну.

## Національні чемпіони
- Англія: Ліверпуль
- Аргентина
  - Метрополітано: Архентінос Хуніорс
  - Насьйональ: Феррокаріль Оесте
- Бразилія: Флуміненсе
- Італія: Ювентус
- Іспанія: Атлетік (Більбао)
- Нідерланди: Феєнорд
- Парагвай: Гуарані (Асунсьйон)
- Португалія: Бенфіка
- СРСР: Зеніт (Ленінград)
- ФРН: Штутгарт
- Франція: Бордо
- Шотландія: Абердин